# Dirk Walraet
Dirk Walraet (Brugge, 19 augustus 1944) is een Belgische politicus. Hij was van 1989 tot 2024 burgemeester van Spiere-Helkijn.

## Biografie
Walraet was afkomstig uit Steenbrugge in Oostkamp. Hij ging naar de lagere en middelbare school bij de Broeders Xaverianen in Brugge. Daarna studeerde hij burgerlijk conducteur aan de Universiteit van Gent. Hij ging werken bij Bruggen en Wegen, eerst enkele maanden in Oostende, en daarna als districtschef in Kortrijk. Hij verhuisde eerst naar Aalbeke en in 1979 ging hij in Spiere-Helkijn wonen.
Hij werd enkele jaren later actief in de gemeentepolitiek in Spiere-Helkijn en nam er in 1988 voor het eerst deel aan de gemeenteraadsverkiezingen. Hij werd meteen verkozen en werd vanaf 1989 burgemeester. Hij werd herkozen in 1994 en ook in 2000 haalde hij de meerderheid met zijn lijst As.Te (Allemaal Samen.Tous Ensemble). In 2006 kreeg hij 570 van de 1488 stemmen, haalde hij opnieuw de meerderheid met zijn lijst LB (Lijst Burgemeester/Liste Bourgmestre) en haalde een vierde bestuursperiode als burgemeester. In de aanloop van de verkiezingen van 2012 hield oppositiepartij Accent het voor bekeken. Aangezien er dan maar een partij overbleef, die van burgemeester Walraet, leek het even dat er geen verkiezingen zouden nodig zijn, maar uiteindelijk richtte Vincent Devos, gemeenteraadslid uit de oppositie, de partij @spirant op, waardoor er toch verkiezingen zouden komen.
Om gezondheidsredenen komt hij niet meer op bij de lokale verkiezingen van 2024.